# Olavi Mannonen
Olavi Aleksanteri Mannonen (Vyborg, 7 marzo 1930 – Helsinki, 17 marzo 2019) è stato un pentatleta finlandese.

## Palmarès
In carriera ha conseguito i seguenti risultati:
- Giochi olimpici:

Helsinki 1952: bronzo nel pentathlon moderno a squadre.
Melbourne 1956: argento nel pentathlon moderno individuale e bronzo a squadre.
- Mondiali:

Zurigo 1955: argento nel pentathlon moderno individuale.